# Пеллегрен, Франсуа
Франсуа Пеллегрен (фр. François Pellegrin; 25 сентября 1881 — 9 апреля 1965) — французский ботаник.

## Биография
Учился в Париже у Эдуара Бюро и Филиппа ван Тигема, работал в Лаборатории практической ботаники парижского Музея естественной истории, затем ассистентом-препаратором у директора музея Поля Анри Леконта. Занимался преимущественно систематикой тропических растений, в 1911—1912 гг. опубликовал первые научные работы.
Был призван на Первую мировую войну, ранен, попал в плен и через несколько месяцев отпущен с условием не возвращаться ни в одну из стран противоположной воюющей стороны. До конца войны работал в Швейцарии, в Женевском университете и ботаническом саду, под руководством Джона Исаака Брике и Робера Ипполита Шода.
По возвращении в Париж вновь работал в Музее естественной истории, с 1929 г. заместитель заведующего отделом семенных растений. Специализируясь по-прежнему преимущественно на растениях тропической Африки, опубликовал около 200 научных работ, впервые описал около 200 видов и 22 рода растений.
На протяжении многих лет председатель Ботанического общества Франции.

## Некоторые публикации
- Pellegrin, F. 1911. Collections botaniques rapportées par la mission Tilho de la région Niger-Tchad.
- Pellegrin, F. 1912. Contribution à l'étude de la flore de l’Afrique occidentale Dichapétalacées = Chailletiacées, par M. François Pellegrin. Société Botanique de France.
- Pellegrin, F. 1913. Sur un genre peu connu de légumineuses le genre Amphimas Pierre.
- Pellegrin, F. 1924. La Flore du Mayombe: D’après les récoltes de M. Georges Le Testu. 128 pp.
- Pellegrin, F. 1954. Les Légumineuses du Gabon: Description avec clefs des 125 genres et des 450 espèces signalés jusqu'à ce jour au Gabon.
- Pellegrin, F. 1954. Un siècle de Société de botanique de France. Bulletin de la Société botanique de France, suplemento al N° 101 : 17—46.

## Роды растений, названные в честь Ф. Пеллегрена
- Aubregrinia Heine, 1960 (также в честь Андре Обревиля)
- Pellegrinia Sleumer, 1935
- Pellegriniodendron J.Léonard, 1955 [syn.  Gilbertiodendron J.Léonard][1]